# Kecamatan Pulau Banyak Barat
Kecamatan Pulau Banyak Barat (indonesiska: Pulau Banyak Barat) är ett distrikt i Indonesien.   Det ligger i provinsen Aceh, i den västra delen av landet, 1 400 km nordväst om huvudstaden Jakarta. Kecamatan Pulau Banyak Barat ligger på ön Pulau Tuangku.